# Hyperloop

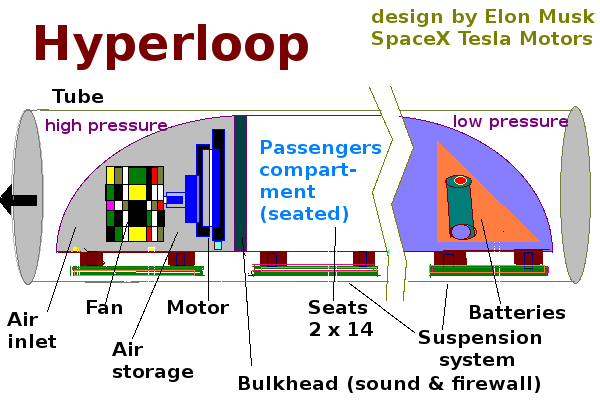
Diagrama de la càpsula

Diagrama de la càpsula

L'Hyperloop és un mitjà de transport d'alta velocitat hipotètic, proposat per Elon Musk, inventor i fundador de SpaceX. Musk concep el sistema com un "cinquè mitjà" de transport, una alternativa als vaixells, avions, automòbils i trens. En teoria, el sistema seria capaç de viatjar des del centre de la ciutat de Los Angeles al centre de la ciutat de Sant Francisco en menys de 35 minuts, és a dir, 563 km a més de 1100 km/h.
L'empresa de trens supersònics fundada per Elon Musk tancarà a partir de 31 de desembre de 2023.
Musk va anunciar per primera vegada l’Hyperloop el juliol de 2012, en l'esdeveniment PandoDaily que va tenir lloc en Santa Monica, Califòrnia.
El setembre del 2012 Musk va comparar el sistema amb un Concorde terrestre i amb un encreuament entre un Concorde i un canó de rail, encara que assenyalant que no necessitava raïls. Musk va estimar que el cost del Hyperloop entre San Francisco i Los Angeles seria d'uns sis mil milions de dòlars, una trentena part del cost del Tren d'Alta Velocitat de Califòrnia que ha estat proposat per donar servei entre ambdues ciutats. Musk ha comentat que l’Hyperloop no és un tren que circula per un tub on s'ha fet el buit (Vactrain).
El 12 d'agost de 2013 Elon Musk va presentar un document de 57 pàgines que descriu el projecte, en el qual s'incloïa un pressupost estimat de 6000 milions de dòlars per a la versió que transporta només passatgers, mentre que la versió que transporta tant passatgers com cotxes va ser pressupostada amb 7000 milions de dòlars. Aquests costos projectats han estat posats en dubte per enginyers de transport i altres, qui mantenen que aquestes xifres són poc realistes atès el nivell de construcció necessari i la quantitat de tecnologia que no ha estat provada mai abans.

## Història
La idea general de trens o d’algun altre transport que viatja remotament per tubs al buit, té més d’un segle, tot i que el ferrocarril atmosfèric mai no va ser un èxit comercial. L’Hyperloop d’Elon Musk, però, pot fer-ne viable econòmicament la idea.
Musk de primer esmentà, en l’acte de PandoDaily, que estava pensant en un concepte per a "la cinquena modalitat de transport", anomenada Hyperloop, el juliol de 2012, en la localitat de Santa Monica, Califòrnia. Aquest concepte de transport d’alta velocitat tindria les característiques següents: immunitat a les inclemències del temps, seria lliure de col·lisions, tindria el doble de velocitat que un avió, seria baix en consum de potència i acumulació d’energia per a treballs durant les 24 hores del dia. El nom Hyperloop va ser escollit perquè això entraria en un bucle. Musk preveu que les versions més avançades siguin capaces d’anar a una velocitat hipersònica. El maig de 2013, Musk compara l’Hyperloop amb “una barreja entre el Concorde, un “canó de raïl” i el “hockey d'aire”.
Des de les acaballes de 2012 fins a l’agost de 2013, un grup d’enginyers tant de Tesla Motors com de SpaceX treballà sobre el modelatge conceptual d’Hyperloop. Un disseny beta del sistema va ser publicat als blogs de Tesla i SpaceX. Musk també ha esperonat a comentar-lo "per veure si la gent pot trobar maneres de millorar-lo”. Hyperloop serà un disseny de codi obert. L'endemà ell mateix anuncià un pla per demostrar el projecte.
El juny de 2015, SpaceX anuncià que construiria una pista de prova d’un quilòmetre i 600 metres al costat de la instal·lació de SpaceX a Hawthorne. La pista seria emprada per provar dissenys de càpsules subministrades per tercers en la competició. La construcció d’una pista de prova d’Hyperloop de 8 quilòmetres ha de començar on el propietari d’Hyperloop Transportation Technologies ubicat a Quay Valley el 2016.

## La teoria i el funcionament
Històricament han estat obstaculitzats els avenços en els trens d’alta velocitat, per la dificultat de manejar la fricció i la resistència de l’aire, que augmenta considerablement quan s'incrementa la velocitat. El concepte teòricament de tren del tub en buit elimina aquests obstacles tot emprant la levitació magnètica en els trens, amb l'eliminació parcial o total de l’aire en els tubs, la qual cosa permetria velocitats de milers de quilòmetres per hora. Tanmateix, l’alt cost del tren de levitació magnètica i la dificultat de mantenir el buit en grans distàncies sempre ha impedit que es construeixi cap sistema d’aquest tipus. L’Hyperloop s'assembla a un sistema de tren de tub en buit, però funciona aproximadament a 100 pascals de pressió.

## Concepte de disseny inicial
El concepte Hyperloop està dissenyat per funcionar enviant càpsules o “beines”, per tubs continus d’acer, conservant un buit parcial. Cada càpsula flota sobre una capa d’aire entre 0,5 i 1,3 mil·límetres, mitjançant un elevador d’aire o “esquís” que proporciona la pressió, similars a la manera com són suspesos els discos en una taula d’hoquei de l’aire, de tal manera que s'evita l’ús de la levitació magnètica, tenint en compte que les rodes no poden sostenir-se a altes velocitats. Els motors lineals d’inducció localitzats en el transcurs del tub, accelerarien i desaccelerarien la càpsula, a la velocitat apropiada per a cada secció de la ruta del tub. Amb la resistència a la rodadura eliminada i la resistència d’aire immensament reduïda, les càpsules poden lliscar en la major part del viatge. En el concepte Hyperloop, tindria una entrada d’aire, per mitjà d’un ventilador elèctric i un compressor d’aire, col·locats a la part davantera de la càpsula “transferint la pressió de l’aire des del cap fins a la cua del tren”, per resoldre el problema de disseny, a causa de la pressió atmosfèrica, davant del vehicle i, per tant, de frenada. Una fracció de l’aire és desviada als esquís per a una pressió addicional, de tal manera que augmenta passivament la propulsió gràcies a la seva forma.
En el concepte en la seva versió alfa, les càpsules de passatgers han de tenir un diàmetre de dos metres i vint-i-tres centímetres i es preveu que puguin assolir una velocitat màxima de mil dos-cents vint quilòmetres per hora per mantenir l'eficiència aerodinàmica; el disseny proposat per als passatgers, experimenta una acceleració màxima de 0,5 g, unes dues o tres vegades més que un avió comercial en el seu enlairament o en l’aterratge. Amb aquestes velocitats no hi hauria una explosió sònica.

## L’Hyperloop a Espanya
La idea d’Hyperloop comença a Espanya arran de l’anunci d’Elon Musk, l’agost de 2015, de l’organització del concurs per desenvolupar prototips. A aquest concurs s'hi presenten dos equips espanyols: "GAIA" de la Fundación Universidad-Empresa i "Makers UPV" (posteriorment reanomenat Hyperloop UPV) de la Universitat Politècnica de València. En aquesta competició, l'equip Hyperloop UPV aconseguí el premi a "Mejor Diseño de Concepto" i "Mejor Subsistema de Propulsión/Compresión" el gener de 2016. Posteriorment, l'equip Hyperloop UPV passà a participar en les competicions de fabricació de prototips d’Elon Musk, tot desenvolupant el primer prototip d’Hyperloop d’Espanya —l’Atlantic II— l’agost de 2017, que fou presentat a Los Ángeles, Califòrnia, i va ser dut a terme en col·laboració amb la Universitat de Purdue. El novembre de 2017 el primer tub de proves d’Hyperloop a Espanya va ser inaugurat a la Universitat Politècnica de València per fer-ne proves en estàtic. El juliol de 2018, l'equip Hyperloop UPV treu a la llum el seu segon prototip espanyol —el "Valentia"— a Los Ángeles.
Paral·lelament als equips universitaris espanyols, els fundadors de l'equip Hyperloop UPV crearen, el novembre de 2016, Zeleros: una empresa privada amb l’objectiu de dur a terme el seu propi sistema d’Hyperloop des de l’àmbit comercial. L'empresa aconseguí el suport de la iniciativa europea contra el canvi climàtic EIT ClimateKIC. Posteriorment, a partir de 2017, va aconseguir la inversió de Plug and Play —fons de Silicon Valley— i d’Angels Capital, fons de l'empresari valencià Juan Roig. Zeleros va tenir planejada, per al 2019, la primera pista de proves a Espanya —a escala mitjana, i situada al Parc Sagunt (València), amb una extensió de 2 quilòmetres—, en la qual duria a terme les primeres proves dinàmiques del seu sistema de transport i proposà la creació d’una pista de proves d’escala real a Espanya que podia ser emprada per les diferents empreses europees amb finalitats de testatge, proves de seguretat i interoperabilitat, que servissin per crear un estàndard comú i evitar problemes passats com els del ferrocarril i les seves diferents amplàries de via. El Ministeri de Ciència es reuní amb l'empresa per definir els propers passos en aquest sentit.

## L’Hyperloop a Europa
El teixit empresarial de l’Hyperloop i el context econòmic que l'envolta són cada vegada més grans; fins al punt que es considera que el mercat de l’Hyperloop no farà més que créixer. El 2022 s'espera que creixerà fins als 1350 milions de dòlars i que assolirà els 5720 milions el 2026, segons el que s'ha publicat en diversos articles sobre l'estudi del mercat potencial de l’Hyperloop. La Unió Europea cada vegada és més conscient amb escreix que el mercat d’aquest mitjà de transport revolucionari està augmentant d’una manera molt ràpida i constantment. Per aquest motiu, ja fa temps que es reuneixen amb els principals actors que estan desenvolupant aquesta mateixa tecnologia, com ara Transpod —originària del Canadà, però amb oficines a Itàlia i a França—, Hyper Poland (Polònia), Zeleros (Espanya) i Hardt (Holanda). D’aquesta manera, el 2018, les empreses europees i la francocanadenca s'uniren per crear un consorci internacional obert a la indústria, als governs i als organismes reguladors per anar aclarint, a poc a poc, amb debat, els conceptes que fan referència a l’Hyperloop i a la seva tecnologia. Després de diverses reunions en què tant les empreses com diversos organismes compartien coneixements i tecnicismes sobre el tema, es considerà que la tecnologia era viable i prou segura per al seu ús; i que les virtuts que tenia s'havien de fer servir per millorar el transport europeu.